# Maiali gonfiabili dei Pink Floyd

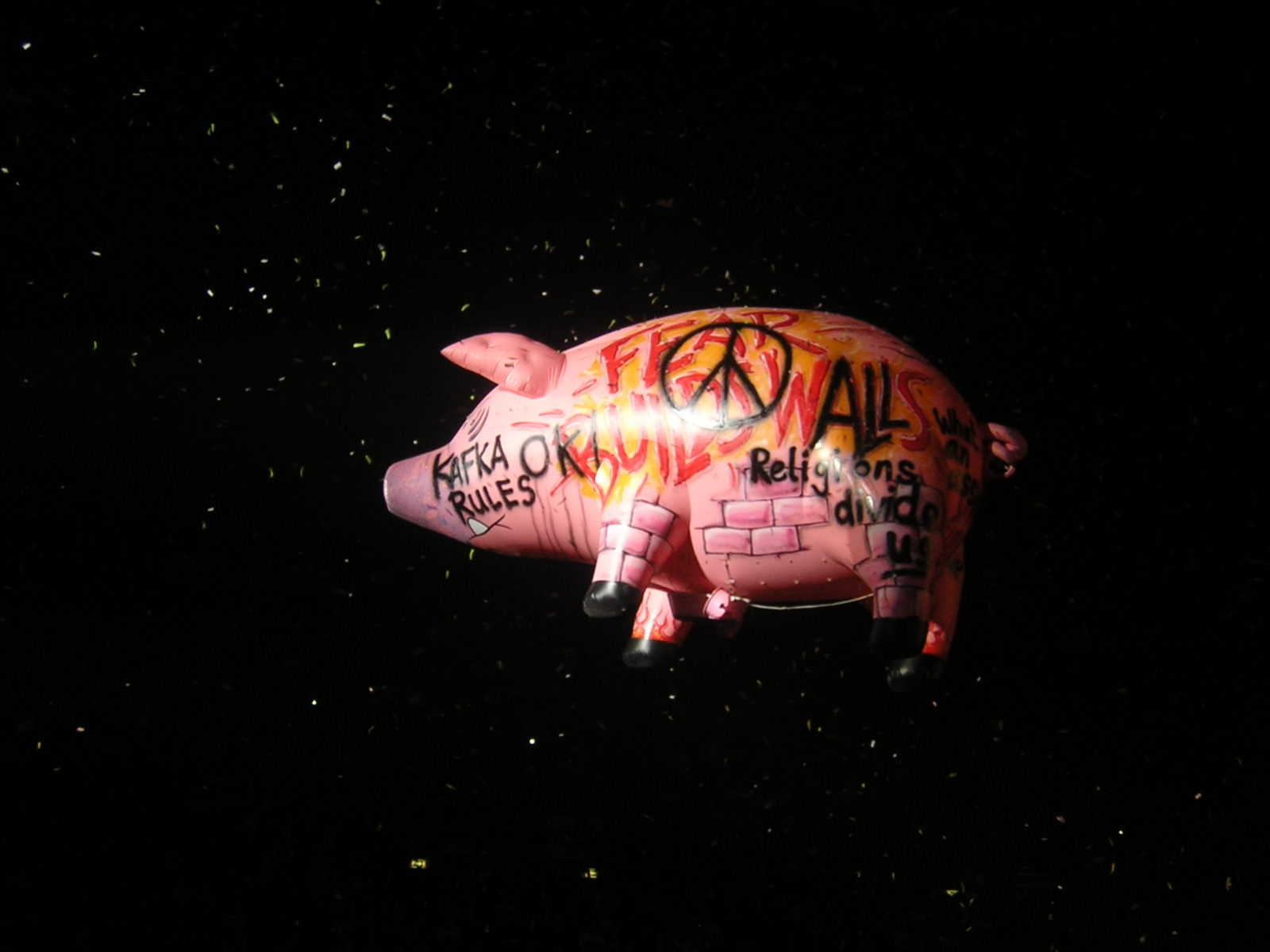

I maiali gonfiabili dei Pink Floyd erano degli oggetti di scena impiegati nei concerti del gruppo britannico Pink Floyd. Il primo venne ideato per la copertina del loro album del 1977, Animals, ma poi furono impiegati in versioni diverse nei concerti della band e per promuovere concerti e uscite discografiche. Quando Roger Waters lasciò il gruppo nel 1985 tenne per sé i diritti di immagine ma i maiali gonfiabili continuarono a essere utilizzati, oltre che da Waters stesso, anche dal gruppo nei loro concerti dagli anni ottanta in poi.

## Storia

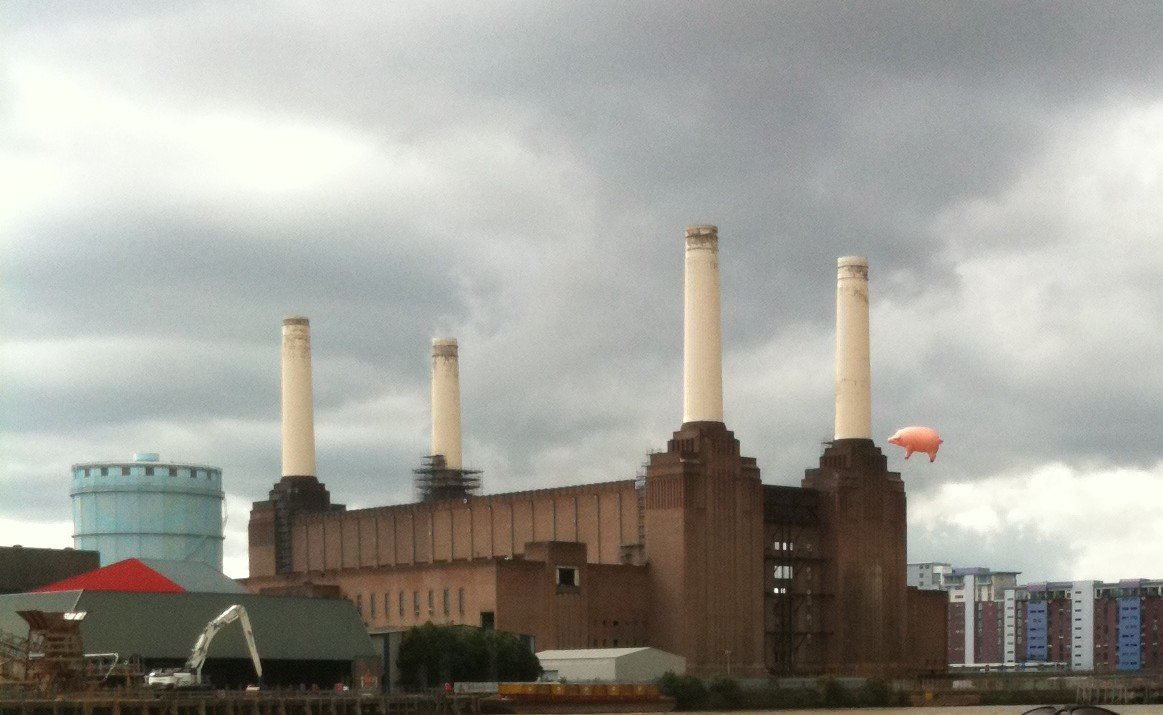
Per la campagna pubblicitaria del 2011 per la riedizione dell'intero catalogo dei Pink Floyd, un maiale gonfiabile fu fatto volare sopra la Battersea Power Station il 26 settembre 2011, come era stato fatto per la copertina del loro album del 1977 "Animals".

### Copertina diAnimals
Il primo gonfiabile a forma di maiale, soprannominato "Algie", era un pallone da 12 metri che veniva riempito di elio e fu progettato da Roger Waters e realizzato nel dicembre 1976 dall'artista Jeffrey Shaw con l'aiuto del team di progettazione della Hipgnosis, al fine di realizzare le foto per la copertina dell'album Animals. Il pallone pieno di elio fu ancorato al di sopra della centrale elettrica di Battersea a Londra per un servizio fotografico di tre giorni, con un tiratore pronto a sparare al maiale se si fosse liberato. Il primo giorno, il maltempo e i ritardi fecero sì che non si riuscì a issare il maiale sopra la centrale e quindi venne rimandato tutto al giorno dopo; il secondo giorno, il 3 dicembre 1976, il tiratore non fu richiamato per una dimenticanza e quando a causa del vento troppo forte i cavi di ancoraggio si tranciarono, il gonfiabile volò via; fu avvistato poi dai piloti di linea a trentamila piedi di altezza e i voli all'aeroporto di Londra-Heathrow furono cancellati mentre il gonfiabile si dirigeva verso est attraverso le rotte di volo e oltre la Manica, atterrando infine in una fattoria nel Kent dove venne recuperato e riparato per poi essere nuovamente impiegato per le fotografie; il cielo, senza nuvole e azzurro, venne però ritenuto inadatto e alla fine si preferirono le foto del primo giorno per lo sfondo sul quale venne aggiunta una delle foto del maiale fatte il terzo giorno per la copertina dell'album.
Una replica fu appesa sopra la Battersea Power Station il 26 settembre 2011 per promuovere la campagna Why Pink Floyd...? , che prevedeva la ristampa dei primi 14 album in studio della band.

### Pink Floyd

#### Tour diAnimals
Dopo l'uscita dell'album Animals nel 1977, i Pink Floyd iniziarono il loro tour In the Flesh e, durante i concerti, il maiale appariva intorno alle pile che sorreggevano il sistema di diffusione sonora in una nuvola di fumo nero durante l'esecuzione del brano Pigs (Three Different Ones).

#### Tour diThe Wall
Il gonfiabile venne impiegato anche durante il tour dell'album The Wall ma in una versione diversa, colorato di nero con un logo con martelli incrociati sul lato. Waters occasionalmente vi faceva riferimento direttamente prima dell'esecuzione del brano Run Like Hell con il maiale che compariva durante la fine della canzone precedente, In the Flesh.

#### Tour diA Momentary Lapse of Reason
Durante il tour per l'album A Momentary Lapse of Reason nel 1987-1989, il gonfiabile venne modificato in modo da poter essere individuato come un maiale maschio, in modo da aggirare il fatto che Roger Waters, che aveva lasciato il gruppo nel 1985, era rimasto il detentore dei diritti d'immagine. Il gonfiabile apparve brevemente durante lo spettacolo del 10 giugno 1988 allo stadio Beaujoire di Nantes, in Francia dove volò sopra la folla per un tempo molto breve, dopodiché fu visto sgonfiarsi. Nel video del concerto Delicate Sound of Thunder, durante l'esecuzione del brano One of These Days, si vede il maiale volare sopra il pubblico, dove appare nero con gli occhi illuminati. I Pink Floyd aggiunsero un maiale "sgonfio" all'asta di Roger Waters di opere d'animazione tratte dal film The Wall da Christie's a Londra, il 21 settembre 1990, ma il lotto fu ritirato prima dell'inizio dell'asta.
Durante il tour A Momentary Lapse of Reason due gonfiabili andarono persi; uno di questi (di 12 metri) sfuggì alle corde prima di un concerto il 28 gennaio 1988, mentre un altro, più grande, cadde sul pubblico il 6 maggio 1988 a Foxborough, Massachusetts, venendo fatto a pezzi da fans in cerca di reliquie. Il primo dei due palloni sarebbe stato recuperato nel 2003 e, dopo essere stato riparato, fu usato dalla band String Cheese Incident di Austin, Texas, in occasione dell'Austin City Limits Music Festival.

#### Tour diTheDivision Bell
Durante il tour The Division Bell del 1994, due gonfiabili simili a facoceri con le lingue sporgenti vennero mostrati in cima alle torri degli altoparlanti laterali del palco, a volte semplicemente sgonfi, a volte lasciati cadere a terra dopo "One of These Days".

#### Altre apparizioni
Per la promozione di Echoes: The Best of Pink Floyd, la Capitol Records fece volare dalla Capitol Tower di Hollywood una copia del pallone originale. Il pallone aveva richiesto 350 ore di lavoro per la costruzione.
Durante la loro performance al Live 8, con il ritorno di Roger Waters, vennero proiettati filmati d'epoca relativi al primo maiale, l'Algie della Battersea Power Station.

### Roger Waters

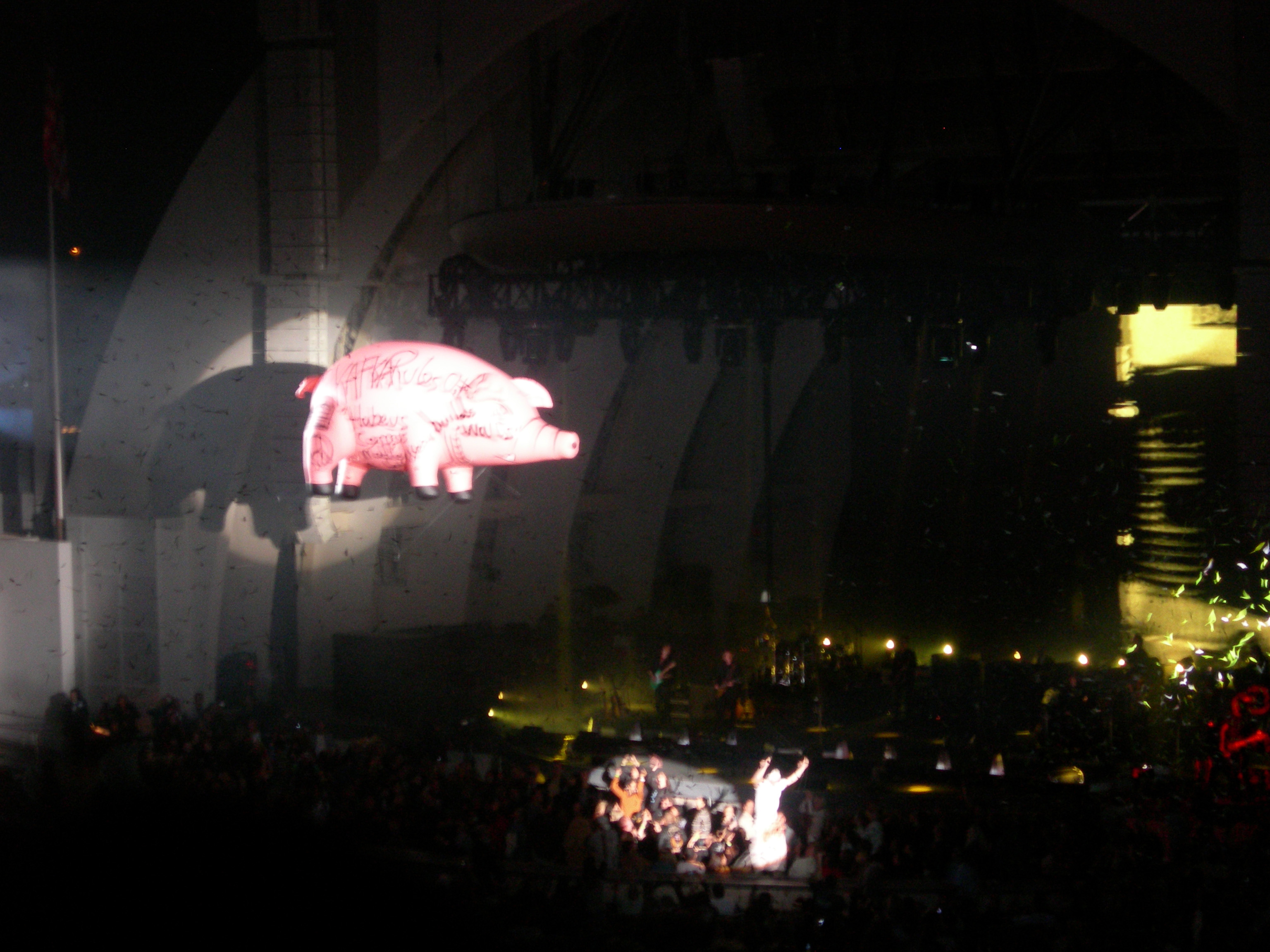
Il gonfiabile rilasciato nel cielo di Los Angeles durante il concerto solista di Roger Waters nel 2006

Waters usò più volte il maiale durante i suoi concerti. Il 5 settembre 2006 durante un'esibizione a Los Angeles rilasciò un pallone di 10 metri durante l'esecuzione di Sheep, venendo poi richiamato dalle autorità e minacciato di una multa. Il pallone venne di nuovo usato, ma legato a corde.
Il 12 ottobre a Seattle una versione radiocomandata fu usata per sorvolare il pubblico, cosa che si ripeté il 25 gennaio e il 5 febbraio. Nuovi rilasci di maiali con slogan politici e frasi maori avvennero il 29 gennaio 2007 e il 9 febbraio. Anche Roger Waters ha proposto una versione "rivisitata" del maiale nel suo tour "The Wall" del 2013.
- Al concerto di Berlino The Wall - Live in Berlin del 1990, fu usato un gonfiabile con la sola testa di un maiale con zanne e occhi rossi.
- Durante un concerto al Summerfest del 2006, sul maiale era stampato un messaggio che diceva "Impeach Bush".
- Durante un concerto in Argentina nel 2007, un maiale volò e finì sul Río de la Plata.
- Durante le date del tour in Argentina del 2007, il maiale aveva la scritta "Nunca Más" (Mai più), in riferimento al famoso slogan con cui il popolo argentino si riferiva alla dittatura militare del 1976-1983, durante la quale 30.000 persone furono fatte sparire e successivamente assassinate.
- Durante l'esibizione di Waters al Coachella Festival del 2008, uno dei maiali gonfiabili giganti usati come oggetti di scena si è slegato ed è volato via nel deserto della California. Gli organizzatori del festival avevano offerto una ricompensa di 10.000 $ più biglietti gratuiti a vita per il festival in cambio del recupero del maiale. Il maiale è stato trovato tre giorni dopo in un vicino country club.
- Allo stesso modo, durante il concerto di Dallas, in Texas, il 2 maggio 2008, e di Houston, in Texas, il 4 maggio, il maiale volò via.
- Durante un concerto tenutosi a Chicago l'8 giugno 2012 al Wrigley Field, il maiale si schiantò contro la folla dietro casa base e fu fatto a pezzi dalla folla.
- Durante il suo tour Us + Them del 2017, sul maiale era stampato un messaggio che diceva "PIGGY BANK OF WAR" e sotto "STEAL FROM THE POOR GIVE TO THE RICH" con una freccia puntata verso il posteriore del maiale.
- Durante il tour This Is Not a Drill di Waters nel 2022, sul maiale era stampato "FUCK THE POOR" su un lato e "STEAL FROM THE POOR GIVE TO THE RICH" sull'altro lato ed era decorato con varie immagini come droni, bare e jet da combattimento. Il maiale è stato fatto volare durante l'intervallo e i primi brani del secondo set; i suoi occhi erano coperti da una maschera che rappresentava il logo Meta e sono stati illuminati di rosso durante le esibizioni di In the Flesh e Run Like Hell.

## Citazioni in altre opere
- Il maialone volante si vede passare spesso nei cieli del videogioco The Sims 2.
- Il pallone appare in alcune scene del film I figli degli uomini (Children of Men) del 2006, diretto da Alfonso Cuarón.[12]
- Appare in una puntata dei Simpson, in cui Lisa, scoprendo come viene lavorata la carne decide di diventare vegetariana e, quando Homer cucina al barbecue un maialino, lo spinge col tosaerba e lo lancia da una collina, il maialino si incastra nella diga e la pressione idrica lo fa volare tra le ciminiere della centrale nucleare, come nella copertina di Animals, parafrasando quanto avvenne durante le sessioni fotografiche dell'album nel 1976.